# Tayrac, Aveyron
Tayrac är en kommun i departementet Aveyron i regionen Occitanien i södra Frankrike. Kommunen ligger  i kantonen La Salvetat-Peyralès som ligger i arrondissementet Rodez. År 2022 hade Tayrac 188 invånare.

## Befolkningsutveckling
Antalet invånare i kommunen Tayrac
Referens: INSEE